# 木卫五十六
木卫五十六是木星的一颗自然卫星，由斯科特·谢泼德等天文学家于2011年9月27日通过智利拉斯坎帕纳斯天文台的麦哲伦－巴德望远镜发现。
木卫五十六的直径约为1千米，以约725天的公转周期绕木星逆行，半长轴为23,267Mm，轨道倾角为151.85°，轨道离心率为0.387。